# Ørsted (energiselskab)
 For alternative betydninger, se Ørsted. (Se også artikler, som begynder med Ørsted)
Ørsted A/S, tidligere DONG Energy A/S, er Danmarks største energiselskab, og en af Nordeuropas førende energikoncerner med hovedsæde i Danmark. Forretningen er baseret på at fremskaffe, producere, distribuere, handle og sælge energi og tilknyttede produkter i Nordeuropa. Det blev dannet i 2006 som resultatet af en sammenlægning af seks danske energiselskaber: DONG, Elsam, Energi E2, Nesa, Københavns Energi og Frederiksberg Forsyning. Fusionen blev endelig godkendt af EU-kommissionen i marts 2006. Den 6. november 2017 skiftede selskabet navn til Ørsted, opkaldt efter fysikeren H.C. Ørsted.
I 2020 blev Ørsted placeret som verdens mest bæredygtige virksomhed af det canadiske magasin og analysevirksomhed Corporate Knights.

## Historie
Ørsted blev først grundlagt som Dansk Naturgas A/S af den danske stat den 27. marts 1972 (navnet blev ændret til Dansk Olie og Naturgas A/S i 1973, til DONG Energy i 2006 og til sidst Ørsted A/S i 2017). Selskabet blev skabt for at være lokomotiv for udviklingen af energiaktiviteter i Danmark. Virksomheden har ekspanderet betydeligt gennem organisk vækst og opkøb, både i Danmark og i resten af Europa. Mest markant var erhvervelsen af de fem danske energiselskaber i 2006. Parallelt med denne akkvisition erhvervede DONG Energy 10,34% af gasfeltet Ormen Lange i februar 2005. Dette opkøb var et stort skridt i retningen af at skifte fra olie til naturgas. Kommerciel produktion fra Ormen Lange-feltet startede i oktober 2007. Da DONG Energy solgte sin olie- og gasaktiviteter til INEOS i 2017, blev Ormen Lange solgt med.
Gennem de senere år flyttede Ørsted sit fokus fra at være naturgaskilde, engrossælger, efterforsker, samt gas- og olieproducent, til at blive et integreret energiselskab med aktiviteter i hele værdikæden. Med sit salg af alle olie- og gasaktiviteter i 2017, flyttede Ørsted sit fokus fra olie og gas til vindenergi og biomasse.
DONG Energy kom ud af 2012 med et underskud på fire mia. kr. I november 2012 meddelte topchef Henrik Poulsen, at firmaet skulle spare en milliard kroner på 2013-budgettet, og at det blandt andet skulle ske gennem fyringer af mellem 500 og 600 medarbejdere. Dette tal landede dog på 324.

### Aftale om privatisering
I 2004 kom en aftale i stand mellem VK-regeringen, Det Radikale Venstre og Dansk Folkeparti om en børsnotering af selskabet. Da De Radikale kom i regering i 2011 var DONG Energy stadig ikke solgt, og partiet ændrede holdning om salg. Men i februar 2013 bekræftede Regeringen aftalen med Venstre, Det Konservative Folkeparti og Dansk Folkeparti, hvor børsnoteringen dog først ville komme på tale efter en årrække og efter gennemførsel af en kapitaludvidelse.

### Aftale om kapitaludvidelse 2013/2014
I oktober 2013 meddeltes det at Goldman Sachs, Arbejdsmarkedets Tillægspension (ATP) og Pension Forsikringsaktieselskab (PFA) ville overtage henholdsvis 19%, 5% og 2% af aktierne, betinget af en politiske beslutning i Folketingets Finansudvalg. Statens andel ville så falde til omkring 60 procent. Investeringen havde baggrund i at DONG Energy så sig i stand til at lave en strategisk satsning på havvindmøller, hvis det fik tilført kapital. Aftalen med Goldman Sachs skabte betydelig debat op mod Finansudvalget behandling den 30. januar 2014. Tidligere Statsminister Poul Nyrup Rasmussen og Mogens Lykketoft kritiserede aftalen. En online underskriftsindsamling fik mere end 190.000 underskrifter imod aftalen. Demonstrationer blev organiseret i København og Aarhus.
En leder i Ingeniøren skrev at der ville ske "en uoprettelig fejl", hvis staten solgte kritisk infrastruktur.
Blandt de elementer der blev bemærket eller kritiseret i aftalen var en overraskende lav prissættelse af DONG Energy på 31,5 milliarder kroner. Kommentator Morten A. Sørensen sammenlignede virksomheden med markedsværdien for et den finske børsnoterede rival Fortum der var på 111 milliarder kroner, svarende til 5,9 gange EBITDA, mens DONG Energys pris svarede til 3,6 EBITDA. Med den lave værdi mente kommentatoren at "der rejst et alvorligt spørgsmål ved bestyrelsens evne til langsigtet at skabe værdier i selskabet" og anførte at "Der er ingen (i bestyrelsen), som har særlig erfaring med international energivirksomhed". Udover prisen blev det også noteret at Goldman Sachs modtog en udvidet mindretalsbeskyttelse med vetoret over direktionsudnævnelser og vedtægtsændringer, og fik put-option på 60 procent af aktierne med en højt forrentet købspris, der ifølge visse økonomers beregninger betød at den reelle pris DONG blev handlet til var på kun 24,5 milliarder kroner. Før Finanskrisen havde DONG Energys ejer SEAS-NVE angivet DONG Energys værdi til 60–65 milliarder kroner. Et andet element der blev bemærket var at Goldman Sachs til den planlagte overtagelse havde oprettet en række skuffeselskaber rundt om i verden, blandt andet i Luxemborg og i skattely i den amerikanske delstat Delaware og på Caymanøerne, hvor det videre ejerskab ikke var kendt.
Socialdemokraternes finansordfører Jesper Petersen og Det Radikal Venstres Morten Helveg Petersen havde fået det indtryk at Goldman Sach forventede at betale udbytteskat i Danmark.
Et notat fra Finansministeriet havde også angivet dette.
Men skatteeksperter påviste, at konstruktionen med skuffeselskaber betød, at Goldman Sachs kunne undgå dansk udbytteskat.
Værdiansættelsen blev begrundet med henvisning til, at værdien, som lå til grund for kapitaludvidelsen, var i størrelsesordenen 81-95 mia. kr. Denne værdi svarede til 6-7 gange den forventede driftsindtjening i 2013 på 13,5 mia. kr, Ansættelsen skete med metodik, der svarer til værdiansættelsen for andre tilsvarende energiselskaber i Europa på dette tidspunkt. Selskabets daværende betydelige gæld og andre gældsforpligtelser på omkring 57 mia. kr., blev fratrukket værdiansættelsen. Dette førte til en værdiansættelse af egenkapitalen i intervallet 24-38 mia. kr. Værdien af selskabets egenkapital blev på den baggrund forhandlet til 31,5 mia. kr.
Med i aftalen var også et incitamentsprogram for medarbejderne med medarbejderaktier.
Et par måneder efter salget fik DONG en favorabel aftale i stand om tre havvindmølleparker i Storbritannien, hvilket straks betød at den estimerede værdi af virksomheden steg til over 50 milliarder kroner.

### Rebranding af DONG
Da DONG i 2017 droppede olie og gas for i stedet at arbejde med vindenergi og biomasse, betød det også en omfattende rebranding af selskabet. Navnet DONG, som oprindeligt er en forkortelse for Dansk Olie og Naturgas, passede ikke længere til selskabet. Det nye navn, Ørsted, blev derfor rullet ud, sammen en ny identitet, udtryk og grafik.

### Børsnotering
Ifølge aftalen med Goldman Sachs skulle DONG Energy børsnoteres inden 2018.
DONG blev børsnoteret i juni 2016 til en handelsværdi på 17,1 mia. kr., den til da største børsnotering i verden dette år. Udbudsprisen var 235 kroner per aktie, svarende til en børsværdi på godt 100 mia. kr.

### Olieprisfald
I anden halvdel af 2014 begyndte olieprisen at falde markant.
Det betød at en række europæiske energiselskaber kom under pres, heriblandt DONG Energy.
Virksomhedens regnskab for 2015 bød på et stort underskud på 12 milliarder kroner hovedsagelig som følge af nedskrivning på olie- og gasfelter, især Hejre-feltet i Nordsøen. Også en næsten færdig olieterminal i Fredericia (til at modtage olie fra Hejre) til 2 mia. kr. har uklar status.

## Forretningsområder
DONG Energy var delt op i tre primære forretningsområder: Bioenergy & Thermal Power, Wind Power og Distribution & Customer Solution
Bioenergy & Thermal Power havde ansvaret for driften af DONG Energys kraftværker i Danmark og flere nordeuropæiske lande, ligesom de var i gang med at opføre nye gasfyrede kraftværker i Nordeuropa.
Wind Power var ansvarlige for at udvikle, opføre og drive vindmølleparker i rundt om i verden, deriblandt Danmark, England, Tyskland og Holland.
Distribution & Customer Solution er ansvarlig for salg og distribution af el og naturgas. Selskabet distribuerer strøm til flere end 1 mio. slutkunder i Storkøbenhavn og Nordsjælland, og naturgas til flere end 100.000 slutkunder i Sønderjylland og på Vestsjælland. Desuden var selskabet leverandør af el og gas på det frie marked i hele Danmark og handler med energi på de europæiske energibørser.
I 2022 blev Ørsted daværende virksomhedsstruktur med en organisering i området Commercial og forretningsområdet Onshore erstattet af tre de regioner: Europa, Amerika samt Asien og Stillehavsområdet (APAC). Alle kommercielle aktiviteter vil være samlet i disse tre regioner, og de vil alle være repræsenteret i koncernledelsen. Ørsteds Power-to-X-organisation (P2X) forsætter som et globalt forretningsområde. EPC, Operations & IT vil fortsat være global med delvist regionaliserede driftsaktiviteter.

## Ejerskab og ledelse
Ved udgangen af 2009 ejede den danske stat 76,49% af selskabet med lige knap 7.000 ansatte. Resten af aktierne ejedes af bl.a. SEAS-NVE (10,88%) og Syd Energi (6,95%).
Ved udgangen af 2022 ejede den danske stat 50,1 % af selskabet. Resten af aktierne, der er noteret på børsen, ejes bl.a. af investorer i Nordamerika (10 %) og Storbritannien (10 %).

### Koncernledelse
Opdateret 31. januar 2025
- Rasmus Errboe, administrerende direktør, (1. februar 2025-)[34]

Tidligere administrerende direktører:
- Henrik Poulsen har siden 2012 været administrerende direktør og midlertidig (frem til 4. marts 2013) koncerndirektør i Wind Power.[35]
- Mads Nipper (2021-31. januar 2025)

### Bestyrelse
- Lene Skole, bestyrelsesformand (2024-)

Tidligere bestyrelsesformænd:
- Fritz Schur, bestyrelsesformand (2005–14)[36]
- Benny D. Loft, midlertidig bestyrelsesformand (2014)[37]
- Thomas Thune Andersen, bestyrelsesformand (2014-2024)[37]